# フェルナンディナ島
フェルナンディナ島（スペイン語: Isla Fernandina、ナーボロウ島、英語: Narborough Island）は、ガラパゴス諸島の島のうち3番目に大きく、5万年前に形成された最も新しい島の1つである。群島にあるほかの島と同様、ガラパゴスのホットスポット (英: Galápagos hotspot) により形成された。フェルナンディナ島は群島の最西端に位置し、2009年4月11日にも噴火が始まった活発な楯状火山である。島の名はクリストファー・コロンブスの航海を援助したカスティーリャ王フェルナンド5世にちなんで名付けられた。また、英名のナーボロウ島は、この島が初めて記された地図にイギリス海軍の司令官ジョン・ナーボロウ卿の名にちなんで付けられた。

## 地勢

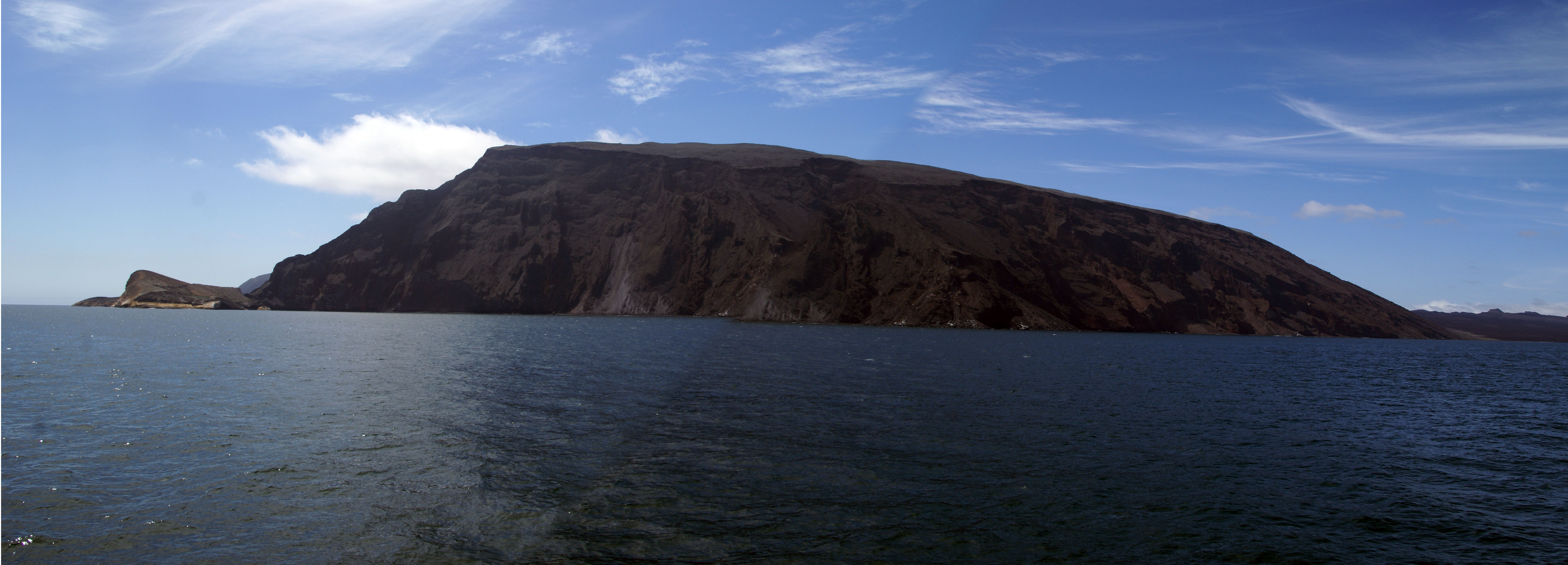
フェルナンディナ島

フェルナンディナ島は、深さ1000メートルの海底より屹立する。面積642平方キロメートル、標高は1494メートルで、頂上に幅約6キロメートル (4 × 6km) 、深さ800メートルのカルデラをもつ。活発な火山活動により、島にはほとんど植物が生えず、大部分の表層は岩である。溶岩流うち表面が棘状になったアア溶岩や、パホイホイ（縄状）溶岩流が認められる。

### 噴火

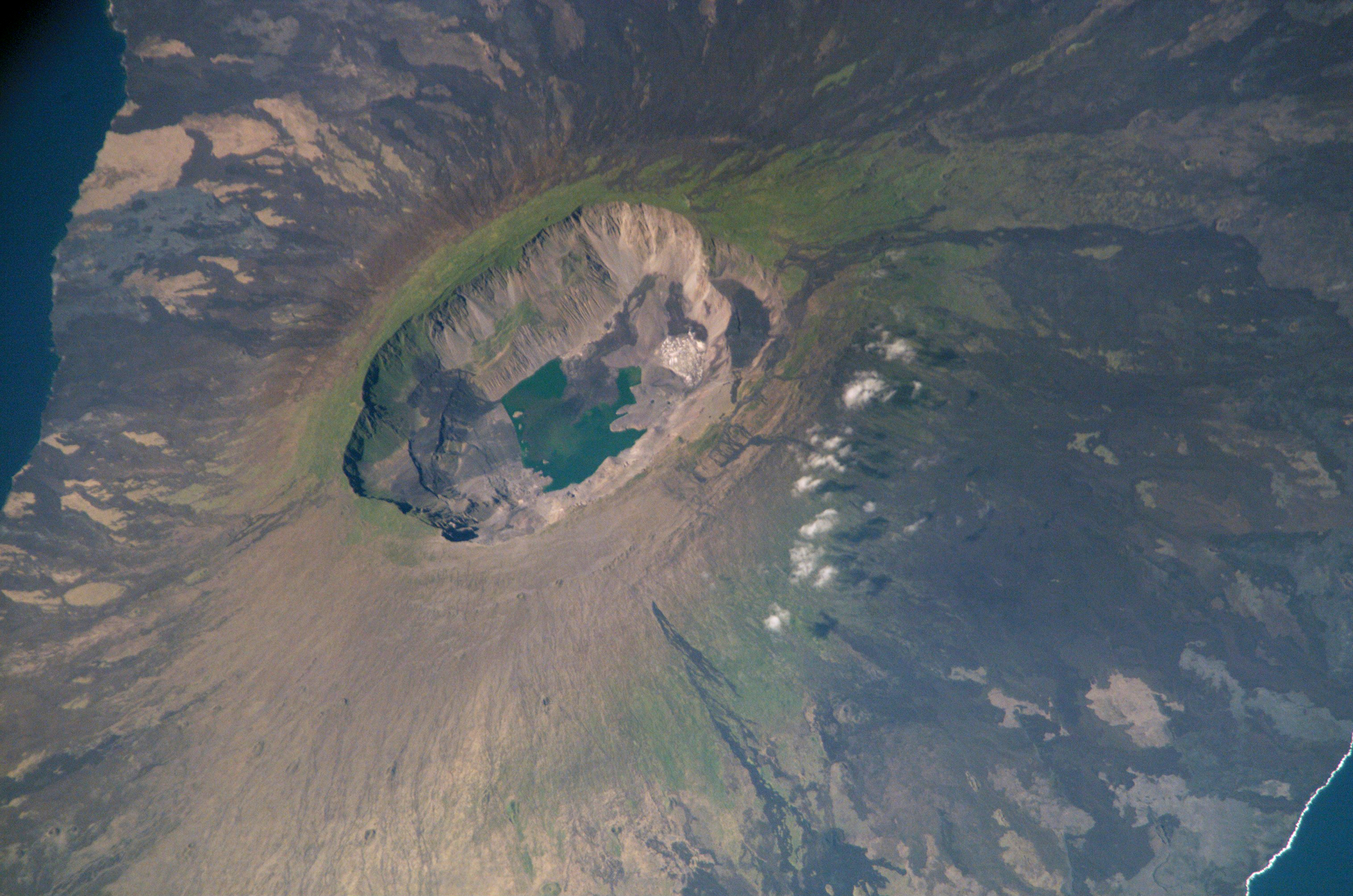
ラ・クンブレ火山
（ISS, 2002年7月）

1825年の噴火
1825年2月14日、バンクス湾に停泊した船長のベンジャミン・モレルは、フェルナンディナ火山におけるガラパゴス史上最大の噴火を記録した。モレルの船は無事に脱出し、その事象についての彼の記述は失われなかった。1937-1938年には、南東の斜面で小噴火した。
1968年の噴火
カルデラは1968年に大噴火による崩壊を受け、カルデラの底の部分がおよそ300メートル陥没した。
小規模な噴火は1972年、1973年、1977年、1978年、1979年、1980年にも見られた。
1988年の噴火
1984年3-4月の噴火の後、1988年9月の噴火ではカルデラの底が溶岩流によりカルデラ湖の位置や形が変わった。
1995年の噴火
1991年5月の噴火に続き、1995年1-3月の噴火では噴出したアア溶岩が海に流れ込んでいる。さらに2005年にも噴火があり、2007年にはカルデラ内の小噴火により地滑りが発生した。
2009年の噴火
2009年4月21日、ラ・クンブレ（クンブレ火山）の南斜面で、溶岩流が発生した亀裂噴火があった。活動は20日間以上におよび、この噴火により溶岩が幅およそ100メートルにわたり海岸部に流れ込んでいる。しかしながら、島には居住者はなく、居留地が危険にさらされることはなかった。2009年4月10日の現地時間午後10時、パークレンジャーおよび通過する観光船が、最初に火山を観察した。近隣の島であるサンタ・クルス島のプエルト・アヨラの地震局においては、この噴火に関連した地震は記録されなかった。このことはガラパゴス諸島の西部地域で火山活動が始まっても、必ずしもすぐに観察ないし報告されるとは限らないことを意味する。ガラパゴス国立公園のレンジャーは、フェルナンディナ島において、この火山活動の噴火により脅かされる野生生物を支援している。

## 生物
エスピノサ岬（プンタ・エスピノーサ、スペイン語: Punta Espinoza）には、狭い地面一帯に何百匹ものウミイグアナの群が生息し、黒い溶岩上を占領している。また、フェルナンディナ島にはガラパゴスリクイグアナも生息するが、そのほとんどはカルデラ内に営巣する。ヨウガントカゲ類（Microlophus 属）は、英: Galápagos Lava Lizard (M. albemarlensis) が分布する。ガラパゴスゾウガメの固有亜種は、唯一、1905年に1頭が採集された記録があるが、絶滅したものと考えられる。
有名な飛べない鵜であるガラパゴスコバネウが島に生息するほか、ガラパゴスペンギンも生息する。ガラパゴスコバネウの個体数は群島全体で1591羽とされ、そのうち約460羽がフェルナンディナ島に生息し、ガラパゴスペンギンは1639羽のうち約120羽が生息するといわれる。群島全体に生息するカッショクペリカン（亜種ガラパゴスカッショクペリカン）のほか、ガラパゴスマネシツグミは基亜種が分布する。
ガラパゴスアシカのほかガラパゴスオットセイも生息する。フェルナンディナ島では1991年ごろ、陸上哺乳類であるガラパゴスコメネズミ類（Nesoryzomys 属） N. narboroughi が新たに発見された。大型のリクガメでは、約100年前に絶滅したと考えられていたフェルナンディナゾウガメの存在が知られていたが、2019年に雌の成体一匹が再発見されている。
活発な火山活動による溶岩からなるこの島にはヨウガンサボテンが見られ、沿岸部にはマングローブ林がある。フェルナンディナ島は、ガラパゴス諸島のなかで最も自然な状態のままであると考えられ、移入された哺乳動物など外来種が分布しないことから、群島における他のほとんどの島々とは別に位置づけられる。